# When in Rome do as the Romans do
When in Rome do as the Romans do (När i Rom, gör som romarna gör) är ett engelskt talesätt som tillskrivs Sankt Ambrosius. Ursprunget är ett latinskt uttryck under medeltiden: si fueris Rōmae, Rōmānō vīvitō mōre; si fueris alibī, vīvitō sicut ibi (“om du skulle befinna dig i Rom, lev på romerskt vis; om du skulle befinna dig någon annanstans, lev som de gör där"). Det motsvarande svenska uttrycket är "Man får ta seden dit man kommer".